# 218636 Calabria
218636 Calabria è un asteroide della fascia principale. Scoperto nel 2005, presenta un'orbita caratterizzata da un semiasse maggiore pari a 2,7209560 UA e da un'eccentricità di 0,1314607, inclinata di 7,41729° rispetto all'eclittica.